# Lời nguyền Kennedy

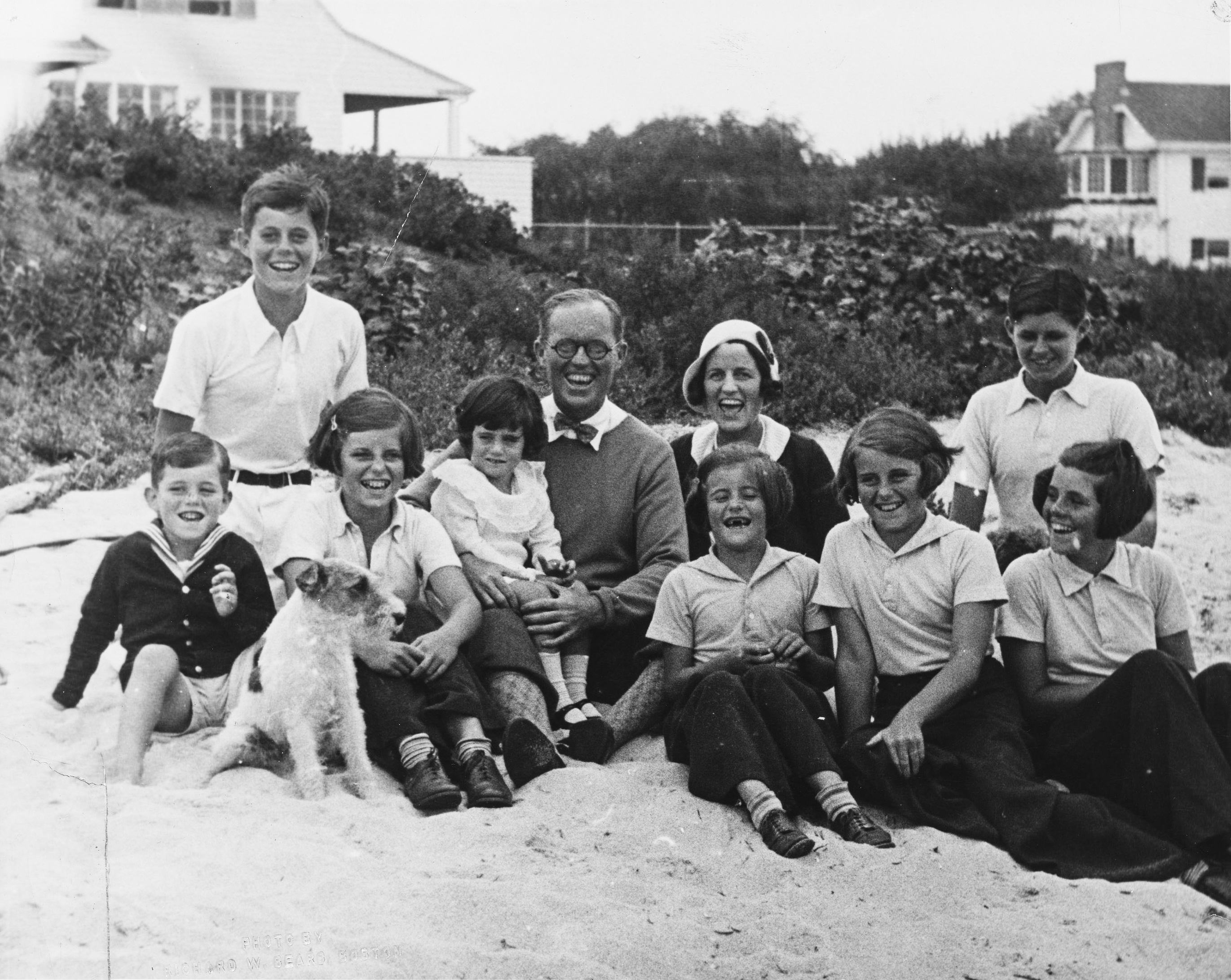
Gia tộc Kennedy, năm 1931, tại Gia trang Kennedy, Hyannis Port, Massachusetts, (John F. Kennedy, thứ hai từ trái sang).

Lời nguyền Kennedy  là những suy diễn xuất phát từ việc chứng kiến một chuỗi những tai ương giáng đổ trên Gia tộc Kennedy. Ý niệm về một "Lời nguyền" đến từ các phương tiện truyền thông, rồi được phát triển và phổ biến rộng rãi trong công chúng.
Mặc dù những bất hạnh này có thể xảy đến cho bất kỳ ai, nhiều người vẫn xem những thảm họa nối tiếp nhau trút xuống gia tộc Kennedy như là một "Lời nguyền" . Câu hỏi được đặt ra là liệu các tai ương chỉ một mình gia tộc Kennedy gánh chịu, đặc biệt là hai vụ ám sát cướp lấy mạng sống của một tổng thống và một thượng nghị sĩ Hoa Kỳ, là định mệnh nghiệt ngã như một lời nguyền hay chỉ đơn giản là những âm mưu có phối hợp chống lại gia tộc danh giá và quyền thế này.

## Lịch sử
Những người tin vào giả thuyết "lời nguyền" thường trích dẫn những sự kiện sau và xem chúng như là chứng cớ của những bất hạnh đổ xuống gia tộc Kennedy.
- 1941 – Rosemary Kennedy (1918-2005, con thứ ba và là con gái đầu của Joseph P. Kennedy) phải giải phẫu thuỳ não để chữa trị bệnh thiểu năng trí tuệ (mental retardation). Kết quả của cuộc giải phẫu là một thảm hoạ, và Rosemary phải sống trong một dưỡng đường cho đến khi qua đời năm 2005.[4][5][6][12][13]
- 1944 – Joseph P. Kennedy, Jr. (1915-1944, con đầu của Joseph P. Kennedy) đã hi sinh trong một phi vụ vượt qua eo biển Manche trong Chiến tranh thế giới thứ hai.
- 1948 – Kathleen Kennedy (1920-1948, con thứ tư và là con gái thứ hai của Joseph P. Kennedy) chết trong một tai nạn máy bay tại Pháp.[4][5][6][13]
- 23 tháng 8, 1956 – Jacqueline Bouvier Kennedy sinh một bé gái nhưng bị chết non, Arabella.[6] (Dù được chôn cất tại Nghĩa trang Quốc gia Arlington cạnh song thân với bia mộ ghi "Con gái", cô được đặt tên Arabella.)[14]
- Ngày 19 tháng 12 năm 1961 – Joseph P. Kennedy (1888-1969), người cha già của gia tộc Kennedy, bị đột quỵ khiến mọi cử động của cơ thể trở nên cực kỳ khó khăn cho đến ngày chết.
- Ngày 7 tháng 8 năm 1963 - Patrick Bouvier Kennedy, con trai thứ hai của John F. Kennedy và Jacqueline Kennedy, sinh non tám tuần lễ và chết chỉ vài ngày sau khi ra đời.[4][6][12]
- Ngày 22 tháng 11 năm 1963 - Tổng thống John F. Kennedy bị ám sát tại Dallas, tiểu bang Texas, dù các cuộc điều tra chính thức qui cho Lee Harvey Oswald là thủ phạm, cho đến nay vẫn còn nhiều tra vấn về những kết luận này.[4][5][6][13]
- Ngày 6 tháng 6 năm 1968 - Robert F. Kennedy (1925-1968), em trai của John và anh trai của Ted (Edward Kennedy), bị ám sát tại Los Angeles sau khi giành thắng lợi trong kỳ bầu cử sơ bộ của đảng Dân chủ tại California, trong khuôn khổ chiến dịch tranh cử tổng thống của ông. Thủ phạm được cho là Sirhan Sirhan, song vẫn còn tồn tại nhiều nghi vấn xoay quanh vụ ám sát này.[4][5][6][13]
- 1969 – "Sự kiện Chappaquiddick" – Trong khi cầm lái, xe của Ted Kennedy (sinh năm 1932, con trai út của Joseph P. Kennedy) rơi khỏi cầu trên đường về nhà từ một dạ tiệc. Người phụ nữ ngồi trong xe với Ted, Mary Jo Kopechne, trước đó là phụ tá cho Robert Kennedy, chết trong tai nạn này.[4][5][6][7][13]
- 1973 – Edward Kennedy, Jr. (con trai của Edward Kennedy) mất chân phải vì bệnh ung thư xương.
- 1973 – Joseph P. Kennedy II, con trai của Robert và Ethel, gây tai nạn đang khi lái xe tại Cape Cod khiến một người ngồi trong xe, Pam Kelley, bị bại liệt hoàn toàn.[4][6][12]
- 1983 – Robert F. Kennedy, Jr. bị bắt giữ tại tiểu bang South Dakota vì tội tàng trữ heroin.
- 1984 – David A. Kennedy, một con trai khác của Robert, chết vì dùng Demerol và cocaine quá liều ở một khách sạn tại Palm Beach, tiểu bang Florida.[4][5][6][12][13]
- 1986 – Patrick J. Kennedy, con trai của Thượng nghị sĩ Ted Kennedy, bắt đầu điều trị cai nghiện cocaine.
- 1991 – William Kennedy Smith, con trai của Jean Kennedy (sinh 1932, con thứ tám và là con gái út của Joseph P. Kennedy) bị cáo buộc cưỡng bức một phụ nữ tại Palm Beach, Florida, song Smith được xử trắng án.[15] Smith đã thoát tội.[1][3][4][12]
- 1997 – Michael Kennedy, con trai của Robert, chết trong một tai nạn trượt tuyết tại Aspen, tiểu bang Colorado.
- 1999 (16 tháng 7) – John F. Kennedy, Jr., cùng với vợ Carolyn Bessette Kennedy, và chị vợ Lauren Bessette, tử nạn khi chiếc máy bay riêng do Kennedy điều khiển rơi xuống biển trong một chiều đầy sương mù trên chuyến bay từ New York đến đảo Martha's Vinyard.[4][5][6][13]
- 2002 – Michael Skakel, cháu của Ethel Skakel Kennedy, bị buộc tội giết Martha Moxley, một cô gái trẻ sống gần nhà.
- 2011 (16 tháng 9) – Kara Kennedy Allen chết vì bệnh tim trong khi tập thể dục tại một câu lạc bộ ở Washington, D.C.. Chín năm trước cô mắc bệnh ung thư phổi, nhưng đã chữa khỏi.[16][17]
- 2012 (16 tháng 5) – Mary Richardson Kennedy (vợ của Robert F. Kennedy, Jr., Robert, Jr., con trai của cố thượng nghị sĩ Robert F. Kennedy) treo cổ tự sát tại nhà riêng ở Bedford, Westchester, New York.[13][18]
- 2019 (1 tháng 8) – Saoirse Kennedy Hill, 22 tuổi (cháu ngoại của cố thượng nghị sĩ Robert F. Kennedy) tử vong tại nhà do sốc thuốc ở Massachusetts.
- 2020 (2 tháng 4) – Maeve Kennedy Townsend McKean (con gái của cố thượng nghị sĩ Robert F. Kennedy) cùng con trai 8 tuổi Gideon mất tích  khi đi chèo xuồng tại khu vực vịnh Chesapeake, sau đó thi thể đã được tìm thấy.